# Polymère thermosensible
Ne doit pas être confondu avec Polymère thermolabile.
Un polymère thermosensible ou polymère sensible à la température est un polymère qui présente un changement drastique et discontinu de ses propriétés physiques avec la température. Le terme est couramment utilisé lorsque la propriété concernée est la solubilité dans un solvant donné, mais il peut également être utilisé lorsque d'autres propriétés sont affectées. Les polymères thermosensibles appartiennent à la classe des matériaux sensibles aux stimuli, contrairement aux polymères thermolabiles, qui changent leurs propriétés de façon continue avec l'augmentation de la température. Dans un sens plus strict, les polymères thermosensibles présentent une  lacune de miscibilité dans leur diagramme température-composition. Selon que la lacune de miscibilité a lieu à des températures élevées ou basses, on parle de température de solution critique supérieure ou inférieure, respectivement (abréviation en anglais UCST ou LCST).
La recherche se concentre principalement sur les polymères qui montrent une thermosensibilité en solution aqueuse. Les domaines d'application prometteurs sont l'ingénierie tissulaire, la chromatographie en phase liquide,, la libération contrôlée de médicaments, et la bioséparation. Seules quelques applications commerciales existent, par exemple, des plaques de culture cellulaire recouvertes d'un polymère à LCST.

Transition pelote-globule d'un polymère thermosensible à LCST dans une solution (en haut) et attaché à une surface (en bas). R_{g} indique le rayon de giration.

## Historique
Les effets des stimuli externes sur des polymères particuliers ont été étudiés dans les années 1960 par Heskins et Guillet. Ils ont établi 32 °C comme température de solution critique inférieure (LCST) du poly(N-isopropylacrylamide).

## Transition pelote-globule
Les chaînes polymères thermosensibles en solution adoptent une conformation de pelote expansée. À la température de séparation de phase, la pelote s'effondre pour former un globule compacte. Ce processus peut être observé directement par des méthodes de diffusion statique et dynamique de la lumière,. La chute de la viscosité peut être indirectement observée. Lorsque les mécanismes qui réduisent la tension de surface sont absents, les globules s'agrègent, provoquant par la suite de la turbidité et la formation de particules visibles.

## Diagrammes de phase
La température de séparation de phase (et donc le point de trouble) dépend de la concentration du polymère. Par conséquent, les diagrammes de température-composition sont utilisés pour afficher le comportement à la température sur une large gamme de concentrations. Les phases se séparent en une phase pauvre en polymère et une phase riche en polymère. Dans les mélanges strictement binaires, la composition des phases coexistantes peut être déterminée en tirant des lignes de liaison. Cependant, étant donné que les polymères présentent une distribution de masse molaire, cette approche directe peut être insuffisante. Pendant le processus de séparation de phase, la phase riche en polymère peut vitrifier avant que l'équilibre soit atteint. Cela dépend de la température de transition vitreuse pour chaque composition individuelle. Il est pratique d'ajouter la courbe de transition vitreuse au diagramme de phase, bien qu'il n'y ait pas d'équilibre réel. L'intersection de la courbe de transition vitreuse avec la courbe du point de trouble est appelée point de Berghmans. Dans le cas des polymères à UCST, au-dessus du point de Berghmans, les phases se séparent en deux phases liquides, l'une pauvre et l'autre riche en polymère. En dessous de ce point, les phases se séparent en une phase liquide pauvre en polymère et une phase solide riche en polymère vitrifié. Pour les polymères à LCST, le comportement inverse est observé. 

## Thermodynamique
Les polymères se dissolvent dans un solvant lorsque l'énergie de Gibbs du système diminue, c'est-à-dire, la variation d'énergie de Gibbs (ΔG) est négative. À partir de la transformation connue de Legendre de l'équation de Gibbs-Helmholtz, il résulte que ΔG est déterminé par l'enthalpie de mélange (ΔH) et l'entropie de mélange (ΔS).
{\displaystyle \Delta G_{mix}=\Delta H_{mix}-T\cdot \Delta S_{mix}}
Sans interactions entre les composés, il n'y aurait pas d'enthalpie de mélange et l'entropie du mélange serait idéale. L'entropie idéale du mélange de plusieurs composés purs est toujours positive (le terme –T∙ΔS est négatif) et ΔG serait négatif pour toutes les compositions, provoquant une miscibilité complète. Par conséquent, le fait que les lacunes de miscibilité soient observés ne peut s'expliquer que par l'interaction. Dans le cas des solutions de polymères, les interactions polymère-polymère, solvant-solvant et polymère-solvant doivent être prises en compte. Un modèle pour la description phénoménologique des diagrammes de phase de polymère a été développé par Flory et Huggins (théorie de solution de Flory-Huggins). L'équation qui en résulte pour le changement de l'énergie de Gibbs consiste en un terme pour l'entropie du mélange pour les polymères et un paramètre d'interaction qui décrit la somme de toutes les interactions.
{\displaystyle {\frac {\Delta G_{mix}}{RT}}={\frac {\phi _{1}}{m}}_{1}ln\phi _{1}+{\frac {\phi _{2}}{m}}_{2}ln\phi _{2}+\chi \phi _{1}\phi _{2}}
où :

Comportement LCST ou UCST résultant de la dépendance à la température des paramètres d'interaction.

- R = constante universelle des gaz parfaits ;
- m = nombre de sites de matrice occupés par molécule (pour les solutions de polymères, m1 est approximativement égal au degré de polymérisation et m2=1) ;
- φ = fraction volumique du polymère et du solvant respectivement ;
- χ = paramètre d'interaction.

Une conséquence de la théorie de Flory-Huggins est, par exemple, que l'UCST (si elle existe) augmente et se déplace dans la région riche en solvant lorsque la masse molaire du polymère augmente. Si un polymère montre un comportement LCST et/ou UCST peut être dérivé de la dépendance de la température du paramètre d'interaction (voir figure). Il est à noter que le paramètre d'interaction comprend non seulement des contributions enthalpiques, mais aussi l'entropie non idéale du mélange, qui consiste encore en de nombreuses contributions individuelles (par exemple, l'effet hydrophobe fort dans les solutions aqueuses). Pour ces raisons, la théorie classique de Flory-Huggins ne peut pas fournir beaucoup de perspicacité dans l'origine moléculaire des lacunes de miscibilité.

## Applications

### Bioséparation

Adhésion de cellules sur une surface revêtue avec un polymère thermosensible à LCST puis leur libération.

Les polymères thermosensibles peuvent être fonctionnalisés avec des sites qui se lient à des biomolécules spécifiques. Le binôme polymère-biomolécule peut être précipité à partir d'une solution par un léger changement de température. La séparation peut être réalisée par filtration ou par centrifugation.

### Surfaces thermosensibles

#### Ingénierie tissulaire
Pour certains polymères, il a été démontré que le comportement thermosensible peut être transféré sur des surfaces. La surface est soit revêtue d'un film polymère, soit les chaînes polymères sont liées de manière covalente à la surface. Cela fournit un moyen de contrôler les propriétés de mouillage d'une surface par de petits changements de température. Le comportement décrit peut être exploité en ingénierie tissulaire puisque l'adhésion des cellules dépend fortement de l'hydrophilie/hydrophobie. De cette façon, il est possible de détacher des cellules d'une boîte de culture cellulaire par seulement de petits changements de température, sans avoir besoin d'utiliser des enzymes supplémentaires (voir la figure). Les produits commerciaux respectifs sont déjà disponibles.

#### Chromatographie
Des polymères thermosensibles peuvent être utilisés comme phase stationnaire en chromatographie en phase liquide. Ici, la polarité de la phase stationnaire peut être modifiée par des changements de température, modifiant la puissance de séparation sans changer la colonne ou la composition du solvant. Les avantages thermiques de la chromatographie en phase gazeuse peuvent maintenant être appliqués à des classes de composés qui sont limités à la chromatographie en phase liquide en raison de leur thermolabilité. Au lieu de l'élution par gradient de solvant, les polymères thermosensibles permettent l'utilisation de gradients de température dans des conditions isocratiques purement aqueuses. La polyvalence du système est contrôlée non seulement en changeant la température, mais aussi en ajoutant des fonctions qui permettent un choix d'interaction hydrophobe accrue ou d'interaction électrostatique. Ces développements ont déjà apporté des améliorations majeures dans les domaines de la chromatographie d'interaction hydrophobe, de la chromatographie d'exclusion stérique, de la chromatographie d'échange d'ions et de la chromatographie d'affinité.

### Gels thermosensibles

#### Gels chimiques
Les réseaux de polymères tridimensionnels liés par des liaisons covalentes sont insolubles dans tous les solvants, ils se gonflent simplement dans de bons solvants,. Les gels de polymère thermosensible montrent un changement discontinu du degré de gonflement avec la température. À la température de transition de phase volumique (VPTT), le degré de gonflement change radicalement. Les chercheurs tentent d'exploiter ce comportement pour la libération contrôlée de médicaments induite par la température. À l'état gonflé, les médicaments précédemment incorporés sont facilement libérés par diffusion. Des techniques plus sophistiquées de «capture et remise à l'eau» ont été élaborées en combinaison avec la lithographie et l'empreinte moléculaire.

#### Gels physiques
Dans les gels physiques, contrairement aux gels chimiques, les chaînes de polymères ne sont pas liées de manière covalente entre elles. Cela signifie que le gel pourrait se dissoudre dans un bon solvant dans certaines conditions. Des gels physiques thermosensibles, également parfois appelés thermogels injectables, ont été utilisés dans le génie tissulaire,,,. Ceci implique de mélanger à température ambiante le polymère thermosensible en solution avec les cellules et ensuite injecter la solution dans le corps. En raison de l'augmentation de la température (à la température du corps), le polymère crée un gel physique. Dans ce gel physique, les cellules sont encapsulées. Adapter la température à laquelle la solution de polymère gélifie peut être difficile car cela dépend de nombreux facteurs comme la composition du polymère,,,, son architecture ainsi que sa masse molaire.

## Caractérisation par le point de trouble
Expérimentalement, la séparation de phase dans une solution de polymère thermosensible peut être suivie par turbidimétrie. Il n'y a pas d'approche universelle pour déterminer le point de trouble adapté à tous les systèmes. Il est souvent défini comme la température à laquelle la solution commence à devenir turbide, la température au point d'inflexion de la courbe de transmittance ou la température à une transmittance définie (par exemple, 50 %). Le point de trouble peut être affecté par de nombreux paramètres structuraux du polymère comme son contenu hydrophobe, son architecture et sa masse molaire.
Les points de trouble lors du refroidissement et lors du chauffage d'une solution de polymère thermosensible ne coïncident pas car le processus d'équilibrage prend du temps. L'intervalle de température entre les points de trouble lors du refroidissement et lors du chauffage est appelé hystérésis. Les points de trouble dépendent des vitesses de refroidissement et de chauffage, et l'hystérésis diminue avec des vitesses plus faibles. Il y a des indications que l'hystérésis est influencée par la température, la viscosité, la température de transition vitreuse et la capacité à former des liaisons hydrogène intra- et intermoléculaires supplémentaires à l'état de phase séparée.

## Propriétés

### Étendue de la séparation de phase
L'étendue de la séparation des phases est représentée par la différence de teneur en polymère dans les deux phases après la séparation des phases. Pour la plupart des applications, la séparation de phase en un polymère pur et un solvant pur serait souhaitable bien que cela soit pratiquement impossible. L'étendue de la séparation de phase dans un intervalle de température donné dépend du diagramme de phase polymère-solvant.
Exemple : d'après le diagramme de phase du polystyrène (masse molaire égale à 43 600 g/mol) dans le solvant cyclohexane, à une concentration totale de polymère de 10 %, un refroidissement de 25 à 20 °C entraîne une séparation de phase en une phase pauvre en polymère contenant 1 % de polymère et une phase riche en polymère avec une teneur en polymère de 30 %.

### Netteté de la transition de phase
Une transition de phase nette, qui se traduit par une baisse soudaine de la transmittance, est souhaitable pour de nombreuses applications. La netteté de la transition de phase est liée à l'étendue de la séparation de phase mais dépend en outre du fait que toutes les chaînes de polymère présentent le même point de trouble. Cela dépend des groupes terminaux polymères, de la dispersité ou, dans le cas de copolymères, de leurs compositions.

## Exemples

### Thermosensibilité dans les solvants organiques
En raison de la faible entropie du mélangeage, des lacunes de miscibilité sont souvent observées pour des solutions de polymère. De nombreux polymères connus montrent une UCST ou une LCST dans les solvants organiques. Des exemples de solutions organiques de polymères avec une UCST sont le polystyrène dans le cyclohexane, le polyéthylène dans le diphényléther, ou le polyméthacrylate de méthyle dans l'acétonitrile. Une LCST est observée pour, par exemple, le polypropylène dans le n-hexane, le polystyrène dans le butylacétate ou le polyméthacrylate de méthyle dans le 2-propanone.

### Thermosensibilité dans l'eau
Les solutions de polymères qui montrent une thermosensibilité dans l'eau sont particulièrement importantes car l'eau comme solvant est bon marché, sûre et biologiquement pertinente. Les efforts de recherche actuels se concentrent sur des applications à base d'eau, telles que les systèmes de libération contrôlée de médicaments, l'ingénierie tissulaire, la bioséparation (voir la section applications). De nombreux polymères à LCST dans l'eau sont connus. Le polymère le plus étudié est le poly(N-isopropylacrylamide),. D'autres exemples sont le poly[2-(diméthylamino)éthyl méthacrylate de méthyle] (pDMAEMA), l'hydroxypropylcellulose , le poly(vinylcaprolactame) et le polyvinyle méthyl éther.
Certains polymères d'intérêt industriel présentent un comportement de LCST ainsi que d'UCST. L'UCST peut se trouver en dehors de la région de 0 à 100 °C et ne peut être observée que dans des conditions expérimentales extrêmes. Des exemples sont le polyéthylène glycol,, le polyvinylméthyléther et le polyhydroxyéthylméthacrylate. Il existe également des polymères présentant un comportement d'UCST compris entre 0 et 100 °C. Cependant, il existe de grandes différences concernant la force ionique à laquelle le comportement de l'UCST est détecté. Certains polymères zwittérioniques montrent un comportement de l'UCST dans l'eau pure et également dans l'eau contenant du sel ou même à une concentration de sel plus élevée,. En revanche, le poly(acide acrylique) montre le comportement d'UCST seulement à une force ionique élevée. Des exemples de polymère qui montrent le comportement de l'UCST dans l'eau pure ainsi que dans les conditions physiologiques sont le poly (N- acryloylglycinamide),, les polymères fonctionnalisés ureido, les copolymères du N-vinylimidazole et du 1-vinyl-2-(hydroxylmethyl)imidazole ou les copolymères de l'acrylamide et de l'acrylonitrile. Les polymères pour lesquels l'UCST repose sur des interactions non ioniques sont très sensibles à la contamination ionique. De petites quantités de groupes ioniques peuvent supprimer la séparation des phases dans l'eau pure.
Il convient de noter que l'UCST dépend de la masse moléculaire du polymère. Pour la LCST, ce n'est pas nécessairement le cas, comme indiqué pour le poly (N- isopropylacrylamide),.